# Hermann Dropmann
Hermann Dropmann (* 15. November 1890 in Potsdam; † 29. November 1957) war ein deutscher Politiker und Funktionär der DDR-Blockpartei Christlich-Demokratischen Union Deutschlands.

## Leben
Dropmann, Sohn eines Bergmanns, besuchte die Volksschule sowie das Gymnasium. Er legte das Abitur ab und studierte Rechtswissenschaften. Er schlug die obere Verwaltungslaufbahn ein, wurde 1908 Angestellter in der Berliner Verwaltung und spezialisierte sich 1920 auf neues Arbeitsrecht in der Beamtengewerkschaft „Komba“. 1922 leitete er die Abteilung Arbeitsrecht im Tarifvertragsamt des Berliner Magistrats.
Nach 1945 trat er der CDU bei, wurde Mitbegründer und stellvertretender Vorsitzender des Kreisverbandes Berlin-Prenzlauer Berg. Er arbeitete ab 1946 als Arbeitsgerichtsrat und stellvertretender Arbeitsgerichtsdirektor. Nach der Verlegung des Arbeitsgerichts in den sowjetischen Sektor nahm er als neuer Direktor des Berliner Arbeitsgerichts am 11. Februar 1949 seine Arbeit auf. Dropmann war von 1952 bis 4. Mai 1956 Vorsitzender des Kreisvorstandes der CDU Berlin-Prenzlauer Berg (Nachfolger von Selma Cwojdzinska-Schrödter). Im Jahr 1952 wurde er Mitglied des Landesvorstandes Berlin der CDU. Im Januar 1953 erfolgte auf einer erweiterten Ausschusssitzung der Nationalen Front seine Bestätigung als Kandidat der vorläufigen Volksvertretung Berlins, der späteren Berliner Stadtverordnetenversammlung. Am 13. Februar 1953 wurde er bei der Konstituierung der Berliner Volksvertretung Mitglied der Ständigen Kommission für Sozialwesen.
Im Jahr 1954 wurde er dann zum Mitglied der Berliner Stadtverordnetenversammlung gewählt. Am 16. Februar 1956 wurde er als Nachfolger von Max Reutter zunächst kommissarischer Vorsitzender und ab der Delegiertenkonferenz am 22. Juni 1956 Vorsitzender des CDU-Bezirksvorstandes Berlin. Am 23. Juni 1956 wurde er zum Mitglied des Bezirksausschusses Berlin der Nationalen Front gewählt und am 27. Juni 1956 von der Stadtverordnetenversammlung als Berliner Beobachter in die Volkskammer entsandt. Auf dem VIII. Parteitag der CDU im September 1956 erfolgte seine Wahl zum Mitglied des CDU-Hauptvorstandes.
Dropmann starb im Alter von 67 Jahren an einem Herzinfarkt und wurde auf dem Georgen-Parochial-Friedhof III in Berlin-Weißensee beerdigt.